# Norfolk (U-Boot)
Die Norfolk, auch USS Norfolk (Kennung: SSN-714), war ein atomgetriebenes Jagd-U-Boot der Los-Angeles-Klasse (Flight I) der United States Navy, das von 1983 bis 2014 in Dienst stand. Es war die dritte Einheit der amerikanischen Marine, welche nach der Stadt Norfolk im Bundesstaat Virginia benannt war.

## Geschichte
SSN-714 wurde 1976 in Auftrag gegeben und 1979 bei Newport News Shipbuilding auf Kiel gelegt. 1981 lief die Norfolk vom Stapel und wurde getauft, 1983 fand die Indienststellung statt. Am 23. Juli 1988 erfolgte der erste Abschuss durch einen Mark 48 Mod.5 (ADCAP)-Schwergewichtstorpedo, als die Norfolk den außer Dienst gestellten Zerstörer USS Jonas Ingram (DD-938) versenkte.
Die Norfolk war zwischen 1991 und 1993 zur Überholung in der Portsmouth Naval Shipyard in Kittery, Maine.
Am 25. August 2004 kehrte die Norfolk nach Norfolk zurück, nachdem sie wiederum eine 22-monatige Engineering Refueling Overhaul (ERO) in der Portsmouth Naval Shipyard in Kittery beendet hatte. 2006/2007 fuhr das Schiff an der Seite der Nassau, Ende 2007 folgte eine weitere Verlegung. Im Mai 2008 nahm die Norfolk an der multinationalen Übung Operation Arabian Shark teil. 2010 verlegte sie für sechs Monate in europäische und Nahost-Gewässer.